# Llevant Unió Esportiva (femení)
El Llevant UE Femení és un club de futbol de la ciutat de València, País Valencià. És la secció femenina del Llevant UE, i es va crear el 1998 en absorbir el club San Vicente Valencia, fundat el 1993. Actualment competeix a la Primera divisió femenina espanyola.

## Història
Es va fundar l'any 1993 amb el nom d'Institut Politècnic Sant Vicent Ferrer. El 1995 va passar a denominar-se Sant Vicent València Club de Futbol i el 1997 aconsegueixen quedar campiones de lliga. Malgrat tot, la falta de mitjans, pressupost i instal·lacions van fer que el club havera de ser apadrinat per un altre més gran. Així, el 1998, després de la negativa del València CF, van arribar a un acord amb el Llevant UE i van passar a ser una secció del club granota, denominant-se Llevant Unió Esportiva Femení. Per motius federatius no van poder competir amb aquesta nova denominació fins a la temporada 1999/2000. A partir d'aquí comença una època en què l'equip aconsegueix nombrosos títols.
La temporada 1999/2000 el Llevant va afermar el seu domini en el futbol femení espanyol conquistant novament el doblet: la Copa de la Reina i la Superlliga. Després d'eliminar el L'Estartit i el Pozuelo, s'imposa en la final per 3-0 al conjunt navarrès Lagunak de Barañáin. En la lliga, queda campió del seu grup en la primera fase, batent tots els rècords establerts, però no aconsegueix el títol en ser eliminat en les semifinals dels play-off, disputats a Burgos, pel Torrejón (1-0).

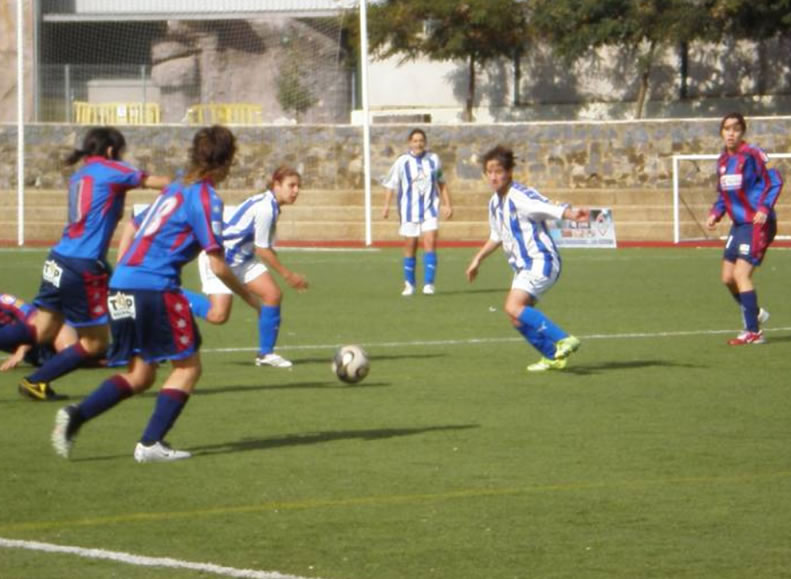
Partit contra el Sp. Huelva de la Superlliga 2006-2007

No obstant això, en la temporada 2000/01 assoleix el triplet: Supercopa, Lliga i Copa de la Reina. L'equip guanya tots els partits disputats en la lliga regular, amb unes estadístiques de rècord: 24 des dels inicis del club. Sota la batuta de Josep Alcàsser van conquistar dues Copes de la Reina, el 2004 i 2005.
La temporada 2006/07 va arribar a la banqueta Félix Carballo, que en el seu primer any va aconseguir sumar un nou títol coper. La següent campanya dirigeix a l'equip a la conquesta de la seva quarta lliga, després d'un intens braç a braç amb el Rayo Vallecano. Malgrat l'empat final a punts, les granotes es proclamen campiones gràcies a la diferència de gols. Però posteriorment les madrilenyes es prendrien la revenja en la final de Copa d'aquest any, impedint que les valencianes aconseguissin el doblet.
La temporada 2008/09 té als mateixos protagonistes en la lluita per la lliga que en la campanya anterior. Però aquesta vegada el Rayo li guanya la partida a un Llevant que va començar la temporada amb un nou entrenador (José Arastey) però que li va cedir el seu testimoni en Nadal per motius personals a Gustavo Duco, ex entrenador del filial femení i coordinador del planter.

## Temporades
| Temporada | Lliga      | Copa de la Reina | UEFA Women’s Cup         |
| --------- | ---------- | ---------------- | ------------------------ |
| 1999/2000 | Semifinals | Campió           | --                       |
| 2000/2001 | 1r         | Campió           | --                       |
| 2001/2002 | 1r         | Campió           | Primera fase (2n-Grup 4) |
| 2002/2003 | 2n         | Semifinals       | Primera fase (2n-Grup 7) |
| 2003/2004 | 3r         | Campió           | --                       |
| 2004/2005 | 2n         | Campió           | --                       |
| 2005/2006 | 3r         | Semifinals       | --                       |
| 2006/2007 | 3r         | Campió           | --                       |
| 2007/2008 | 1r         | Subcampió        | --                       |
| 2008/2009 | 2n         | quarts de final  | Ronda 2                  |
| 2009/2010 | 3r         | quarts de final  |                          |
| 2010/2011 | 5é         | quarts de final  |                          |
| 2011/2012 | 5é         | vuitens de final |                          |
| 2012/2013 | 4t         | Semifinals       |                          |
| 2013/2014 | 5é         | Semifinals       |                          |
| 2014/2015 | 5é         | quarts de final  |                          |
| 2015/2016 | 4t         | Semifinals       |                          |
| 2016/2017 | 4t         | quartfinalista   |                          |
| 2017/2018 | 7é         | quarts de final  |                          |
| 2018/2019 | 3r         | quarts de final  |                          |
| 2019/2020 | 3r         | vuitens de final |                          |
| 2020/2021 | 3r         | Subcampió        |                          |
| 2021/2022 | 6é         | quarts de final  | Ronda 2                  |
| 2022/2023 | 3r         |                  |                          |
| 2023/2024 | 4t         | quarts de final  | Primera fase             |

## Palmarès
- 4 Lligues (96/97, 00/01, 01/02, 07/08)
- 6 Copes de la Reina (99/00, 00/01, 01/02, 03/04, 04/05, 06/07)
- 2 Supercopes d'Espanya (1997, 2000)

## Jugadores destacades
- Auxi Jiménez
- Alèxia Putellas
- Charlyn Corral
- Sandra Paños
- Estefanía Banini